# Mesargus immaculata
Mesargus immaculata är en insektsart som beskrevs av Rao,k. och K. Ramakrishnan 1978. Mesargus immaculata ingår i släktet Mesargus och familjen dvärgstritar. Inga underarter finns listade i Catalogue of Life.